# Pobresa

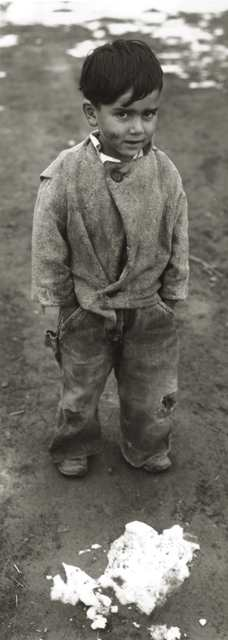
Pobresa

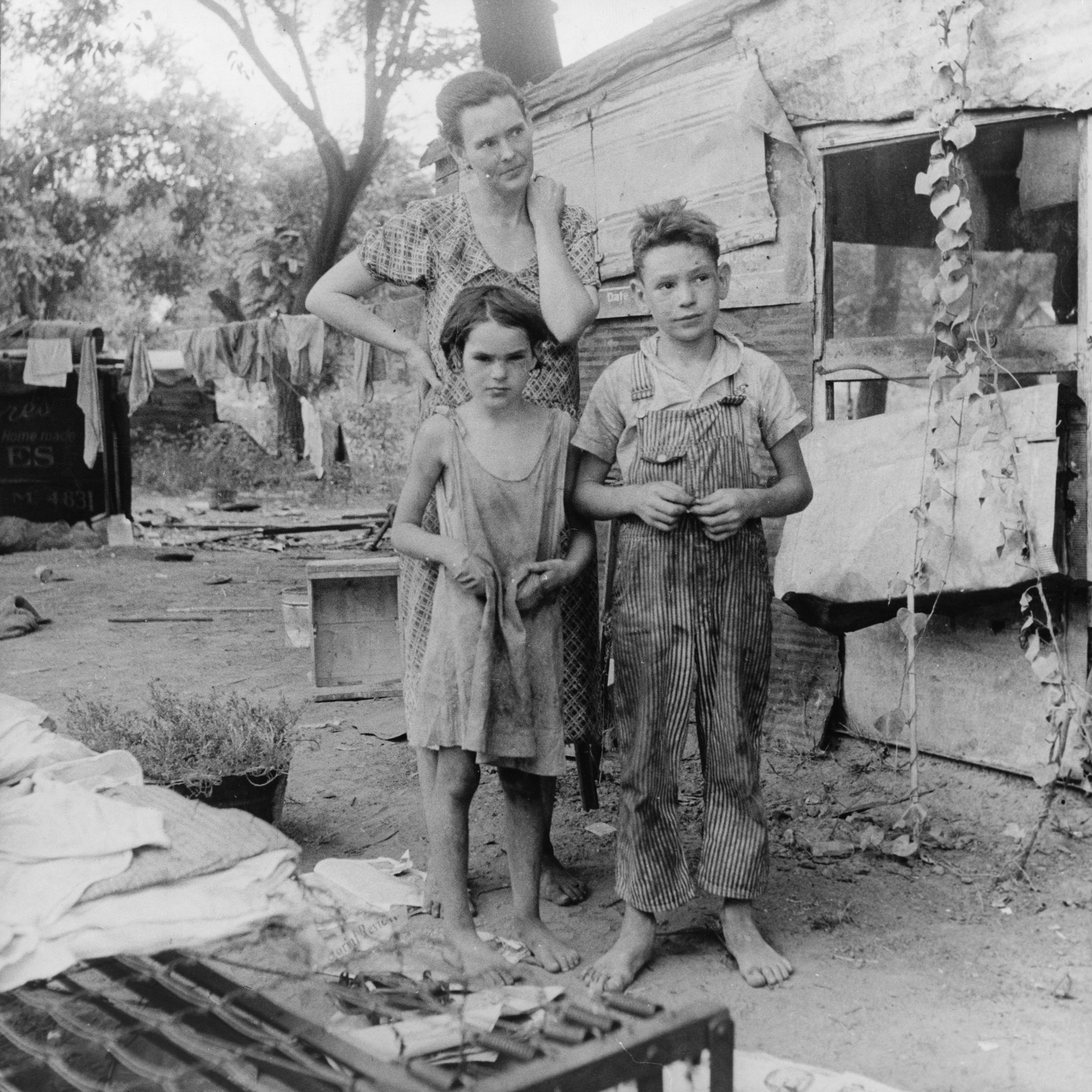
Família durant la gran depressió dels Estats Units

La pobresa és la situació de no poder satisfer les necessitats físiques i/o psicològiques bàsiques d'una o més persones a causa de la manca de béns materials i/o immaterials suficients per portar una vida digna. En aquest sentit, és el contrari que riquesa i al·ludeix a un estat de carència. A Espanya, un de cada tres habitants es troba en risc d'exclusió.
Segons l'Acadèmia Valenciana de la Llengua també és correcte emprar pobrea.
Etimològicament el terme prové del terme llatí paupertas, que originalment es refereix a la condició de «pauperos» que significa, literalment, «parir o generar poc» i aplicat al bestiar i, per derivació, al terreny pobre, és a dir, estèrils o de poc rendiment. D'aquesta accepció de la pobresa, com manca de potencial o capacitat per produir, deriva en un concepte diferent que assenyala a la mateixa com manca d'una sèrie de bens i serveis bàsics.
És un paràmetre sempre comparatiu, per això es pot parlar de pobresa absoluta (manca de menjar, casa i aigua potable), pobresa extrema (definida pel Banc Mundial com tenir ingressos inferiors a un dòlar diari) o pobresa (viure amb menys de 3 dòlars al dia). Aquests nivells varien en funció del país que es tracti (per exemple a Espanya és pobre el que no arriba al 50 per cent dels ingressos mitjans de l'Estat). Al món hi ha 1.200 milions de persones en situació de pobresa extrema.
Els països pobres són anomenats subdesenvolupats o del Tercer món. Es concentren en els continents d'Àsia i sobretot Àfrica, tot i que la pobresa està estesa arreu del món, incloent les riques ciutats industrialitzades (quart món).

## Causes de la pobresa
Segons la reunió a Davos en 2015 del Fòrum econòmic mundial de dirigents d'empreses, la primera causa és la desigualtat econòmica. Altres entitats, com l'organització Oxfam, precisen que, a Espanya, hi ha vint persones que tenen tants diners com la suma del 20% (nou milions d'habitants) més pobres, que té dificultat per a arribar a fi de mes.
Altres causes eventuals circumstancials poden ser viure una guerra o un desastre natural; repartiment injust dels recursos; poc accés a l'ensenyament; govern corrupte; discriminació per raó de sexe o raça; poc accés als mercats globalitzats; manca de drets humans o sanitat deficient.
Reduir la pobresa extrema combatent aquestes causes és un dels Objectius de Desenvolupament del Mil·lenni.

### Estructura social
L'estructura social és l'organització i el desenvolupament de les societats, aquesta organització estableix un ordre social que estableix regularitats en l'ordenació de la societat, a través de l'estratificació social i es basa en les pautes de les relacions socials (relacions entre persones), que ordenen els comportaments i les relacions entre individus i grups, i que estableixen un accés desigual als recursos, serveis i posicions. Actualment, en les societats modernes, podem trobar tres tipus d'estructura social: La institucional, la relacional i la incorporada.

### Estratificació social
La jerarquització de la societat a través de l'estructura social, ens porta a una estratificació de la societat, que és, la divisió de la societat en capes, classes o estrats, per tant, l'estratificació social és el conjunt de desigualtats que es donen entre els diferents individus que conformen una societat.

### Causes de la pobresa en les societats avançades
El redescobriment de la pobresa i l'existència de diverses formes d'exclusió o marginalitat social van donar origen a un ampli debat sobre les causes d'aquests fenòmens. Els diversos enfocaments plantejats prenen el seu punt de partida en una sèrie molt àmplia de factors explicatius, entre els quals destaquen, combinant-se de diverses maneres: el canvi tecnològic, els aspectes institucionals, els conflictes corporatius i els aspectes culturals. El mercat de treball ha estat en el centre del debat, però també l'Estat del benestar, els fluxos migratoris, les relacions ètniques i racials, l'evolució o millor dit la dissolució de la família tradicional i el procés de formació de subcultures. Fins i tot els arguments de tipus biològic han tingut un paper important en un debat que sempre ha tingut fortes connotacions político-ideològiques. El tema més controvertit del debat ha estat el concepte de underclass, que al·ludeix a sectors degradats i exclosos socialment que ja no pertanyen a cap de les classes establertes de la societat. Pensadors socials radicals com William Julius Wilson i Anthony Giddens l'han fet servir, però també crítics conservadors de l'Estat del benestar com Charles Murray. En un intent de capturar les idees centrals del que ha estat un debat molt complex, en les seccions següents s'agrupen les diferents formes d'explicar les causes de la pobresa en les societats avançades en tres grans categories: enfocaments que emfatitzen la dislocació estructural, enfocaments que emfatitzen el dualisme estructural, i enfocaments que emfatitzen l'exclusió institucional.

### Enfocaments que accentuen la dislocació estructural
Aquests enfocaments destaquen, en general, la naturalesa disruptiva del desenvolupament capitalista i, en particular, la intensitat del canvi estructural, amb el seu conseqüent impacte social, durant la transició de la societat industrial a la postindustrial. Aquest tipus d'enfocaments podria ser anomenat schumpeterià —la principal metàfora explicativa en aquesta perspectiva no és altra que la famosa «ventada de la destrucció creativa» de Joseph Schumpeter— i planteja que la presència de tendències a generar situacions de pobresa, exclusió i vulnerabilitat és una expressió natural i recurrent de la dinàmica essencial del canvi en una economia capitalista. La base d'aquesta explicació està en el caràcter cíclic del desenvolupament de l'economia de mercat, que reflecteix grans cicles de transformació tecnològica que comporten una reestructuració significativa de les economies i, conseqüentment, de les societats modernes. Per això, l'element recurrent o cíclic és central en aquest enfocament, i aquest pot veure's aguditzat per un element de transició de més magnitud associat al pas a una societat postindustrial cada vegada més globalitzada i basada en la revolució de les tecnologies de la informació.
Es tracta, fonamentalment, d'un enfocament optimista sobre el desenvolupament contemporani, però que no deixa de veure els costos i les tensions provocades pels períodes d'intensa destrucció creativa i canvi estructural. És a partir d'aquesta constatació que els defensors d'aquest enfocament sovint proposen un seguit d'intervencions correctives o pal·liatives per tal d'alleujar aquests costos i tensions que, si no són suavitzats, podrien arribar a amenaçar la supervivència mateixa del conjunt de l'estructura social. En aquesta perspectiva, la pobresa i l'exclusió social són fenòmens recurrents i connaturals del desenvolupament econòmic però no han d'arribar necessàriament a plasmar-se en una classe o grup social format per persones permanentment empobrides o excloses en la mesura que es creïn mecanismes adequats per facilitar la seva sortida d'aquestes situacions. En altres paraules, es tracta de facilitar una gran mobilitat social que faci de la caiguda en la pobresa o l'exclusió una situació merament passatgera. Aquesta és, de fet, la situació de la immensa majoria de les persones que cauen en la pobresa o l'atur en economies dinàmiques i flexibles. Així per exemple, gairebé dues terceres parts dels nord-americans adults cauen en la pobresa per almenys un any en la seva vida però sol una ínfima part d'ells cau en la pobresa crònica. Com veurem més endavant, aquesta ha estat la línia d'argumentació predominant, però no l'única, dins de la UE i les seves antecessores sobre aquests temes.

### Enfocaments que emfatitzen el dualisme estructural
Aquests enfocaments poden ser de naturalesa molt diversa, però el seu diagnòstic sobre allò que són la pobresa i l'exclusió social així com sobre les seves conseqüències són molt més pessimistes que en el cas de l'enfocament anterior. Aquesta perspectiva ha tingut molts dels seus principals exponents en una tendència altament crítica, sovint d'inspiració marxista, al capitalisme o a l'economia de mercat en si mateixa. El que aquí es postula és l'existència d'una dinàmica permanent d'exclusió i polarització que porta a la memòria el diagnòstic de Marx sobre el futur del capitalisme. Aquesta dinàmica excloent i polaritzant es donaria tant en les economies nacionals com del sistema econòmic internacional. L'anomenada Teoria de la Dependència va ser l'exponent més contundent d'aquest punt de vista pel que fa a l'economia internacional. En el marc de les economies nacionals avançades aquest enfocament ha estat representat per diverses teories sobre el mercat de treball fragmentat, segmentat o dual.
Aquest tipus d'enfocaments segueix, fonamentalment, la idea de Marx sobre la necessitat d'una reserva permanent de treball barat i flexible la funció seria tant pressionar els salaris a la baixa com estar disponible en els moments àlgids del cicle econòmic. Molts dels defensors d'aquest enfocament postulen que els treballadors en el "Tercer Món" així com els immigrants provinents de països pobres formen la columna vertebral d'aquest "exèrcit de reserva" estratègic que li ofereix al capitalisme global un benvingut suplement de treball barat, utilitzable a voluntat i sota condicions infrahumanes. D'acord amb aquest enfocament, l'exclusió social en els "països rics" forma part d'una dinàmica global de polarització que, usant les paraules d'Anthony Giddens, pot ser descrita de la següent manera: "Les classes marginals (underclasses) no només són bosses de misèria dins de les economies nacionals, sinó també les línies de contacte i de xoc entre el Tercer Món i el primer. L'aïllament social que separa els grups subprivilegiats de la resta de l'ordre social dins dels països reflecteix la separació entre rics i pobres a escala global i està causalment unida amb aquesta separació. La pobresa del Primer Món no pot ser abordada com si no tingués connexió amb les desigualtats a una escala molt més gran."
En tot cas, la idea central d'aquests enfocaments radicals és que la pobresa, la desigualtat i l'exclusió social són components funcionals del desenvolupament capitalista, generant categories socials permanents i ben definides, grups o regions excloses i oprimides que es troben en una situació diametralment oposada a la resta de la societat o del món. Es tracta de grups exclosos del benestar i el poder però al seu torn inclosos en el sistema social com a treballadors explotats o explotables. Alhora, aquests enfocaments postulen que només un canvi radical que afecta la dinàmica mateixa del sistema capitalista podria resoldre el problema dels oprimits i exclosos.
Un altre enfocament radical, però que a diferència de l'anterior veu l'exclusió estructural com un component disfuncional del sistema capitalista modern, és aquell que fa no gaire va popularitzar la idea de la "fi del treball", és a dir, d'un canvi estructural de caràcter tecnològic i organitzatiu dins el sistema imperant que portaria a prescindir de l'aportació productiva d'un nombre creixent de persones. Aquests marginats formarien una perifèria empobrida i cada vegada més amenaçada d'una estructura productiva que no els necessita. Jeremy Rifkin va profetitzar l'adveniment d'"un món gairebé sense treballadors" i Ulrich Beck va pronosticar el sorgiment d'"un capitalisme sense treball". Això va portar a una sèrie de pronòstics de caràcter obertament apocalíptic sobre el destí del món, profetitzant un futur on la mateixa supervivència física dels "prescindibles" estava en perill o un món plenament "brasilianitzat", és a dir, brutalment dividit entre la sobreabundància i la misèria.
La idea d'una exclusió estructural permanent no és, però, propietat exclusiva dels enfocaments radicals o neomarxistes. Durant els anys 90 una teoria de l'exclusió i la underclass basada en arguments de caràcter biològic va ser formulada per influents pensadors conservadors. La seva expressió més provocativa ser aquella que li van donar Richard Herrnstein and Charles Murray (1994) en el seu llibre altament controvertit titulat The Bell Curve, el subtítol resumeix bé el missatge de l'obra: «Intel·ligència i estructura de classe en la vida americana». L'argumentació, tal com la resumeix Robin Marris (1996) a How to Save the Underclass és la següent: La societat del coneixement que està reemplaçant a la societat industrial li dona a la «intel·ligència innata» i a les prestacions educacionals un paper crucial en la determinació de les possibilitats de les persones de participar en la vida social. Aquesta és la raó per la qual estem presenciant un procés de profunda divisió de la societat en la qual veiem una nova «elit dels cervells» ascendint al cim de la societat mentre que una classe marginal o infraclasse (underclass) és clarament discernible en el fons del que cada vegada més és una «societat meritocràtica». Aquesta divisió pot ser mitigada però no eliminada en la societat moderna. La classe marginalitzada, formada per aquells que són més i més innecessaris, aquells exclosos «per un accident dels gens, la fortuna o el que sigui», és un element disfuncional, un pes mort que ha de ser arrossegat, de maneres més o menys decents, per la resta de la societat.

### Enfocaments que emfatitzen l'exclusió institucional
Aquests enfocaments subratllen els factors institucionals que estarien generant pobresa i exclusió. En aquest cas, el determinant no és la tecnologia en si ni tampoc el capitalisme, la globalització o una altra força semblant. El factor decisiu és l'entorn institucional mitjançant el qual diverses societats es relacionen amb els fenòmens abans esmentats, regulant així l'accés o l'exclusió de diferents grups socials a les possibilitats que cada època ofereix. Les formes d'exclusió institucional així generades poden ser induïdes o coercitivament aconseguides. El cas de l'exclusió institucional induïda va ser paradigmàticament presentat per Charles Murray (1984) en la seva famosa obra Losing Ground - American Social Policy, 1950-1980. Segons Murray, el sistema públic d'ajuda social (welfare system, segons la terminologia nord-americana) és el responsable que la gent voluntàriament triï tant l'exclusió com la dependència de l'Estat i formes altament destructives de vida i organització familiar. Ajudes socials excessives o mal construïdes han creat forts incentius a no triar la participació laboral o formes de família més «normals», és a dir, biparentals. El mateix enfocament ha estat aplicat al cas britànic per James Bartholomew (2004) en la seva obra The Welfare State we're in. Segons aquest autor, l'Estat del benestar amb els seus sistemes i beneficis contraproduents és el causant, entre altres mals, l'atur massiu, d'una major criminalitat i amoralitat així com de la dissolució creixent de la família tradicional
Aquest tipus d'arguments sobre una pobresa i marginalitat o exclusió induïda ha estat criticat, però de vegades també complementat des d'un punt de vista institucionalista, per un enfocament que posa el seu èmfasi en l'element coercitiu o forçós que condueix a la pobresa i l'exclusió. Es tracta d'argumentacions en les quals aquestes situacions no són una opció sinó el resultat impost a qui les pateixen per una sèrie d'obstacles institucionals creats per coalicions o organitzacions corporatives que tracten de defensar els seus propis beneficis o privilegis excloent possibles competidors que poguessin d'alguna manera amenaçar la seva posició en el mercat de treball o en la vida econòmica i social en general. En teoria econòmica es coneix aquesta situació com un conflicte entre insiders, o grups establerts, i outsiders, o grups que busquen entrar en un determinat mercat, sigui laboral sigui d'altre tipus. Un mercat de treball fortament regulat és vist, en aquest enfocament, com un típic exemple de la creació de regles defensives per part de les organitzacions que representen els insiders per tal d'atorgar-los una situació privilegiada respecte d'aquells sectors que pugnen per entrar al mercat laboral formal o aconseguir formes més estables i millor remunerades de treball, com ser immigrants o joves. Des d'aquest punt de vista, la pobresa i l'exclusió social són fenòmens que han de ser atacats per mitjà de reformes institucionals i legals que eliminin els obstacles a la creació de mercats de treball més dinàmics, oberts i menys discriminatoris. Aquest tipus d'anàlisi forma la base d'aquell diagnòstic que va definir el problema del retard relatiu d'Europa occidental respecte a altres economies avançades com "euroesclerosi", és a dir, com un excés de regulació i rigidesa que impedia la ràpida adequació a les circumstàncies sempre canviants del món actual. Importants documents de la UE, com ser el Llibre blanc de 1993 titulat Creixement, competitivitat, ocupació - Reptes i pistes per entrar al segle XXI i l'Agenda 2000, han basat gran part del seu diagnòstic sobre els èxits tan poc satisfactoris d'Europa en matèria de creixement econòmic i creació d'ocupació en aquest tipus d'arguments.
En molts casos, elements dels tres enfocaments aquí analitzats es barregen de formes molt variades i de vegades fins i tot contradictòries. Aquests enfocaments es veuen complementats per diverses hipòtesis explicatives com les que s'enumeren a continuació.

### Hipòtesis de relacions imperialistes entre països
Antigues colònies dels països rics van debilitar les economies locals dels països pobres en adaptar-se a les necessitats de les potències colonials. Les distorsions en les economies dels països pobres no són superades amb els processos de descolonització a causa que la dinàmica dels mercats internacionals són controlats per les antigues metròpolis.

### Comportament cultural i individual
Els pobres no són actors passius. Les persones pobres presenten comportaments que reforcen, mantenen i reprodueixen la pobresa. Aquestes tendències culturals poden ser transmeses de generació en generació.

### Localitat
La probabilitat de caure, romandre o moure's fora de la pobresa depèn del lloc on es viu. Així, en regions amb productes caracteritzats per baixos nivells de valor afegit és més probable que proposin salaris més baixos i oportunitats econòmiques limitades. Una perspectiva complementària és la perspectiva de la segregació de determinats grups socials en localitats definides i determinades per l'absència de serveis públics, ocupació i oportunitats.

## Història
Durant la història s'han anat aplicant diferents polítiques socials per fer front a la pobresa.

### La recollida de pobres a Espanya entre els anys 1560 i 1608
Degut a l'augment del pauperisme i a les constants crisis de subsistència comença una política social. En el cas d'Espanya es modifica la Llei Tavera. Durant els anys 1560 i 1608 alguns personatges tindran un protagonisme amb relació a l'intent de buscar una solució pel pauperisme a Espanya.
Miguel de Giginta, al seu Tractado de Remedio de Pobres, proposa les anomenades cases de misericordia, la entrada i la sortida d'elles serà voluntaria. Les cases tindran les següents característiques: senzillesa arquitectònica, senzillesa administrativa i eliminació d'exàmens de pobresa i vida.
Cristóbal Pérez de Herrera proposa els albergs per recollir als pobres, on desenvolpua la idea a la seva obra Amparo de pobres.
Sor Magdalena de San Jerónimo, escriu Razón y Forma de la Galera, on proposa les galeres per a dones. A la seva obra explica com han de ser les galeres, a més de donar consells i motius per la seva creació.

## Demografia

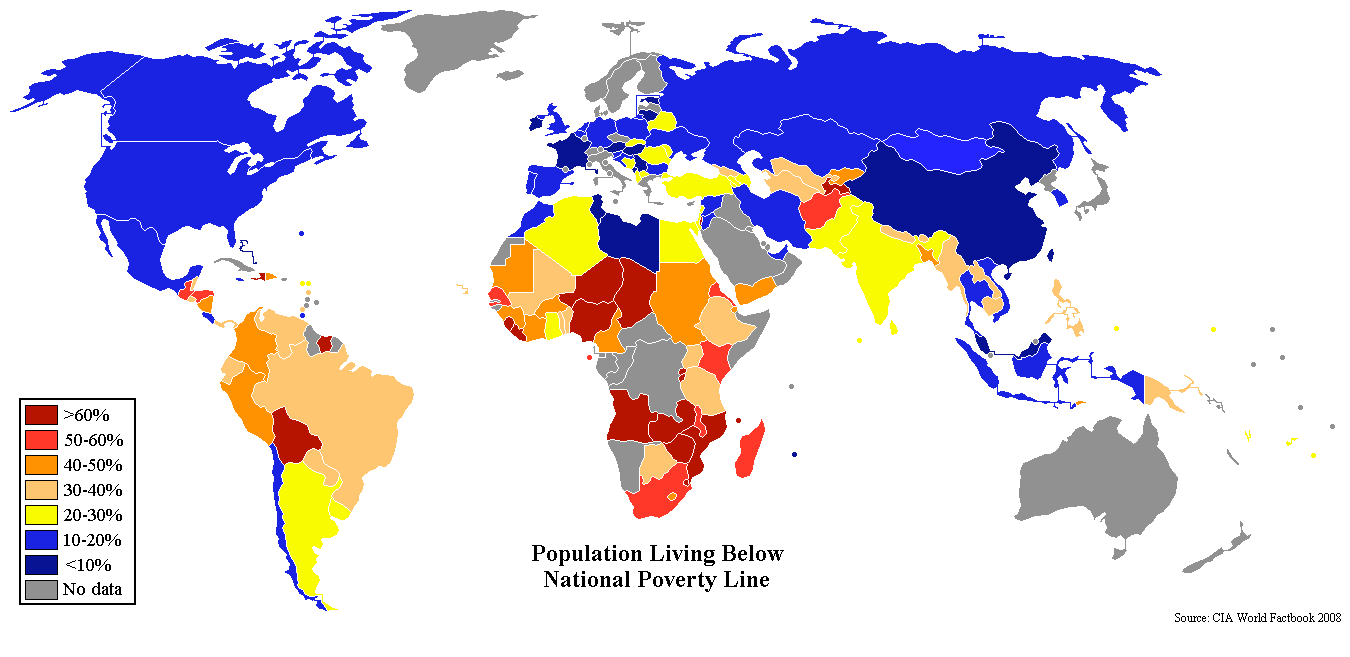
Percentatge de persones pobres per país, segons el llindar de la definició nacional de pobresa

### Pobresa relativa
Es defineix com a pobresa relativa aquella situació en la qual, malgrat tenir les necessitats bàsiques cobertes, el nivell d'ingressos és substancialment menor que el de la major part de la població. El concepte de pobresa relativa està molt vinculat al grau de desigualtat d'una economia.
El Banc Mundial per a comparacions internacionals utilitza com a indicador de pobresa relativa la quantitat de 2 dòlars per dia. En el context de països desenvolupats, però, sovint es pren com a referència el 50 per cent de la renda per capita d'una economia. L'INE, per exemple, utilitza el 60 per cent de la mediana dels ingressos per unitat de consum.

### Pobresa absoluta

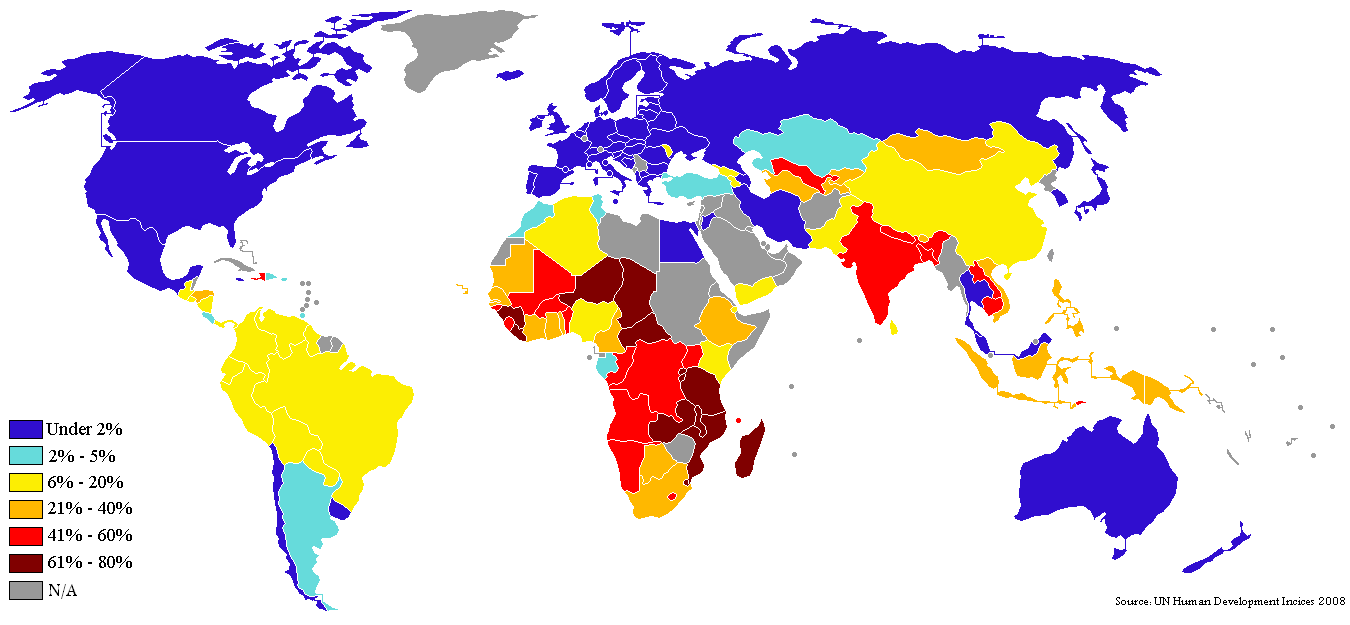
Percentatge de població que viu amb menys d'1,25$ per dia (pobresa absoluta). ONU estimacions 2000-2006.

Es defineix com a pobresa absoluta aquell nivell d'ingressos per sota del qual no és possible satisfer les necessitats bàsiques. Aquest nivell, en ser absolut, no depèn de la distribució de la renda i ha de ser el mateix en tots els països (evidentment ajustat mitjançant la paritat de poder adquisitiu). El Banc Mundial utilitza com a indicador de pobresa absoluta la quantitat d'1,25 dòlars per dia.Sovint, en els països desenvolupats, es considera també com a pobresa absoluta el 50 per cent del nivell de pobresa relativa. És a dir, el 25 per cent de la renda per capita d'una economia.

### Llindar nacional de pobresa
Aquest llindar es basa en estimacions de subgrups ponderats població a partir d'enquestes de les unitats familiars. Així els llindars poden variar considerablement entre les nacions. Per exemple, les nacions riques generalment empren llindars més alts que les nacions pobres. Per tant, les xifres no són comparables entre els països.

### Feminització de la pobresa
Es calcula que actualment hi ha més de mil milions de persones atrapades en la pobresa absoluta. Segons el Fons de Desenvolupament de les Nacions Unides per a les Dones (UNIFEM), el 70 per cent d'aquestes persones són dones. S'estima que 7 de cada 10 persones que moren de fam al món són dones i nenes. Les dones també són el major grup entre els anomenats «treballadors pobres», persones que treballen però que no guanyen prou per sortir de la pobresa absoluta. Segons l'Organització Mundial del Treball, les dones constitueixen actualment el 60 per cent dels treballadors pobres.
A més, a Espanya, el 95 per cent de persones que estan fora del mercat laboral per cuidar a altres (mainada, gent gran, malalts, etc.) són dones. Moltes vegades per no poder pagar un servei (de llar d'infants, per exemple) ni disposar de cap opció pública. També les reduccions de jornada laboral, i la conseqüent reducció salarial per aquests motius, solen afectar dones.
La bretxa salarial també afecta a la feminització de la pobresa, ja que la diferència d'ingressos per la mateixa feina entre homes i dones és d'un 23,9 per cent segons informes de la Generalitat de Catalunya, aquesta bretxa salarial, també es veu afectada per les pensions que reben les dones, que són inferiors a les dels homes.

### Pobresa infantil
Si la pobresa és la manca de recursos i la manca d'accés en igualtat de condicions als bens i serveis bàsics per tenir una vida digna, quan ens referim a la pobresa infantil, estem parlant dels infants que no poden accedir als bens, serveis i recursos en igualtat de condicions.

### Pobresa gent gran
Les persones d'edat avançada, que surten del mercat laboral i passen a cobrar una pensió, ens la majoria de casos perden poder adquisitiu, ja que la pensió que reben és inferior als ingressos que rebien quan estaven. Actualment a l'Estat Espanyol, la majoria de les pensions de jubilació oscil·len entre els 0 i els 700 euros, import que se situa per sota del salari mínim interprofessional i que deixa a un percentatge elevat de persones grans en situació de pobresa.

## Països més pobres per continent
Per mesurar la pobresa existeixen alguns indicadors universals de pobresa

### Segons el PIB (PPA)[calcitació]
Els tres països més pobres de cada continent. L'estadística es basa en el PIB PPA per capita (2012):
- Amèrica Central i Carib:  Haití (1.328 Int$),  Nicaragua (3.325 Int$).
- Amèrica del Sud:  Bolívia (4.996 Int$),  Paraguai (5.294 Int$) i  Guyana (7.830 Int$).
- Àfrica:  República Democràtica del Congo (364 Int$),  Libèria (490 Int$),  Zimbabue (516 Int$).
- Àsia:  Afganistan (1.008 Int$),  Nepal Armènia (1.388 Int$) i  Birmània (1.394 Int$).
- Europa:  Moldàvia (3.540 Int$), (5.606 Int$) i  Geòrgia (5.629 Int$).
- Oceania:  Illes Salomó (3.348 Int$),  Fiji (4.728 Int$) i  Vanuatu (5.065 Int$).

### Segons l'IDH[calcitació]
Segons l'Índex de desenvolupament humà elaborat el 2014, els tres països més pobres de cada continent són:
- Amèrica Central i Carib:  Haití (0,471),  Nicaragua (0,614) i  Honduras (0,617).
- Amèrica del Sud:  Guyana (0,638),  Bolívia (0,667) i  Paraguai (0,676).
- Àfrica:  Níger (0,337),  República Democràtica del Congo (0,338) i  República Centreafricana (0,341).
- Àsia:  Afganistan (0,468),  Iemen (0,500),  Birmània (0,524) i  Armènia(0,730).
- Europa:  Moldàvia (0,663),  Albània (0,716).
- Oceania:  Illes Salomó (0,491),  Papua Nova Guinea (0,491) i  Kiribati (0,607).

### Segons l'Índex de Gini
Vegeu també: Coeficient_de_Gini
L'índex de Gini és el coeficient de Gini expressat en percentatge, i és igual al coeficient de Gini multiplicat per 100. Aquest índex permet mesurar les desigualtats, tan en els ingressos, però també per altres formes de distribució desigual i està basat en el coeficient ideat per l'estadístic italià Corrado Gini, i es un valor entre 0, que es la màxima igualtat, i 1, que és la màxima desigualtat. El Banc mundial te a la seva pàgina web un mapa interactiu de l'índex de Gini per mesurar la desigualtat mundial de cada país.

## Conseqüències de la pobresa
La fam, les malalties i menys educació descriuen a una persona en situació de pobresa.

### Sobre la salut
Un terç de les morts - al voltant de 18 milions de persones a l'any o 50.000 per dia - es deuen a causes relacionades amb la pobresa: un total de 270 milions de persones, la majoria dones i nens, han mort com a resultat de la pobresa des de 1990. Els que viuen en la pobresa pateixen de manera desproporcionada de gana i fins i tot fam i malalties.
Els que viuen en la pobresa pateixen una menor esperança de vida. Segons l'Organització Mundial de la Salut, la fam i la malnutrició són les amenaces més greus per a la salut pública del món i la desnutrició és de lluny el major contribuent a la mortalitat infantil, present en la meitat dels casos. Cada any prop d'11 milions de nens que viuen en la pobresa moren abans de complir cinc anys. 1020 milions de persones se'n van a dormir amb gana cada nit.
Les dones que tenen fills nascuts en la pobresa no poden alimentar els nens de manera eficient amb la cura adequada. També poden patir de malalties que es poden transmetre al nen a través del naixement. L'asma és un problema comú en els nens que adquireixen en néixer en la pobresa.
Diversos estudis indiquen que viure en la pobresa pot fer més feble les connexions neuronals dels nens. També disminueix la seva matèria grisa i la superfície cerebral.

### Sobre l'educació
La investigació ha trobat que hi ha un alt risc de baix rendiment escolar en els nens que provenen de famílies de baixos ingressos. Això sovint és un procés que ja comença a l'escola primària per a alguns dels nens menys afortunats. En el sistema educatiu dels EUA, aquests nens corren un risc més gran que els altres nens d'abandonar els estudis i a no completar la seva educació secundària. De fet, hi ha moltes explicacions de per què els estudiants tendeixen a abandonar l'escola. Per als nens d'escassos recursos, els factors de risc són similars als que justifiquen les taxes de delinqüència juvenil, els nivells més alts d'embarassos en adolescents, i la dependència econòmica dels seus pares, de baixos ingressos.
Els nens pobres tenen menys salut i això es tradueix en última instància en moltes absències durant l'any acadèmic. A més, els nens pobres són molt més propensos a patir de gana, fatiga, irritabilitat, mals de cap, infeccions de l'orella, grip i refredats.

### Habitatge. Pobresa habitacional o residencial
La pobresa augmenta el risc de quedar-se sense llar. Hi ha més de 100 milions de nens al carrer a tot el món.
La majoria dels nens que viuen en orfenats arreu del món tenen un pare o un parent proper viu, i molt sovint hi va entrar a causa de la pobresa. Els experts i defensors dels nens afirmen que els orfenats són cars i moltes vegades perjudicials per al desenvolupament dels nens, en separant-los de les seves famílies.
La pobresa habitacional es pot definir com la dificultat a accedir a un habitatge digne, que ajudi a desenvolupar una vida digna. Actualment, en les societats capitalistes, el preu per accedir a un habitatge digne suposa un percentatge molt elevat dels ingressos, la qual cosa aboca a la pobresa a moltes persones amb uns ingressos baixos.

### Pobresa energètica
La pobresa o precarietat energètica s'ha definit com al fet ocorregut quan una llar no pot disposar d'adients serveis energètics per un equivalent al 10 per cent dels ingressos.
La pobresa energètica també es pot mesurar quan, en una llar, el conjunt de les persones que hi viuen, tenen uns ingressos per sota del llindar de la pobresa i aquest ingressos no els permeten mantenir la llar en una temperatura adequada a l'hivern. 

### Pobresa alimentària
La pobresa alimentària és la carència d'aliments per a cobrir les necessitats bàsiques d'alimentació de les persones. Actualment, la pobresa alimentària ha derivat en activitats com l'espigolament alimentari de les escombraries per buscar principalment aliments malbaratats que encara estiguin en bon estat, per poder suplir aquesta necessitat.

### Pobresa laboral
La precarització i la flexibilització del mercat laboral, han portat en els darrers anys un fenomen com el de pobresa laboral, que fa referència a les persones que estan ocupades, però que tenen uns ingressos que estan un 60 per cent per sota del salari mitjà nacional. Però la pobresa laboral, també afecta a les persones amb feina per compte propi i a les persones treballadores familiars no remunerades.

### Exclusió social
Tot i que la definició d'exclusió social és més àmplia i complexa, la pobresa en totes les seves variants, comporta un risc d'exclusió social. Per tant, les persones que estan en situació de pobresa, poden veure’s apartades de la participació de la societat.
El concepte se centra en una àmplia gamma de factors que impedeixen a individus i grups tenir oportunitats amb les que compta la majoria de la població. Hi ha alguns estudiosos que han assenyalat quatre dimensions de l'exclusió social: la pobresa o exclusió d'una renda o uns recursos adequats, l'exclusió del mercat de treball, l'exclusió dels serveis i l'exclusió de les relacions socials.

### Cronificació de la pobresa
Actualment, les persones que estan en una situació de pobresa, poden veure com aquesta s'allarga durant molts anys fins a poder-se fer crònica. Aquesta cronificació, es veu encara més agreujada en les dones.

### Violència
Segons un informe de l'ONU sobre l'esclavitud moderna, la forma més comuna del tràfic de persones és amb finalitats de prostitució, que és en gran part alimentat per la pobresa.

### Drogoaddicció
L'augment del risc d'ús indegut de drogues també pot estar associada amb la pobresa.